# Alonzo Pookie Johnson
Alonzo „Pookie“ Johnson (* 1927 in Indianapolis; † 3. September 2005 ebenda) war ein US-amerikanischer Jazzmusiker (Alt- und Tenorsaxophon, Gesang) und Musikpädagoge.
Johnson absolvierte die Crispus Attucks High School und studierte danach am Jordan Conservatory of Music der Butler University. Er war seitdem in seiner Heimatstadt fester Bestandteil der Jazzszene in der Indiana Avenue. Nach Ableistung seines Militärdienstes bei der US-Luftwaffe ab 1945 ging er mit dem Eddie Byrd Sextett auf Tournee sowie mit der King Kolax Band und schließlich von 1955 bis 1957 mit dem Montgomery-Johnson Quintet, dem noch sein Bruder Robert und die drei Montgomery-Brüder Monk, Buddy und Wes Montgomery angehörten. Er wirkte auch an einigen Schallplattenaufnahmen für Pacific Jazz von Wes Montgomery mit seinen Brüdern und Freddie Hubbard mit, die 1957 entstanden sind.
Als viele seiner Musikerkollegen nach New York oder Chicago zogen, blieb Johnson in seiner Heimatstadt. Er arbeitete über dreißig Jahre hauptberuflich beim U.S. Postal Service, war aber gelegentlich weiter an Alben beteiligt, etwa an der Produktion Together Again der Funkjazz-Gruppe Uncle Funkenstein um Larry Ridley mit Melvin Rhyne und Charles Tolliver. In seinen späteren Jahren blieb er durch seine Auftritte beim Indy Jazz Fest eine regionale Berühmtheit, die auch als Mentor für jüngere Musiker aktiv war. Mit dem befreundeten Saxophonisten Russell Webster arbeitete er ehrenamtlich als Musikpädagoge in einem Kirchengebäude der Eastside sowie an öffentlichen Schulen. Daneben spielte er in der Bigband von Jimmy Coe und im Quartett der Hampton Sisters, an deren Album von 2003 er beteiligt war.